# Claudia Schramm
Claudia Schramm, née le 14 juin 1975 à Bad Langensalza, est une bobeuse allemande en tant que pilote.
Au cours de sa carrière, elle a notamment remporté une médaille aux Championnats du monde, la médaille de bronze en 2008. Elle a attendu la retraite sportive de la pilote Susi Erdmann pour devenir troisième pilote de l'équipe d'Allemagne avec Sandra Kiriasis et Cathleen Martini à partir de 2007.

## Palmarès
| Événement/Année | Événement/Année | 2003 | 2004 | 2005 | 2006 | 2007 | 2008 | 2009 | 2010 |
| Jeux Olympiques | bob à 2         | -    | -    | -    | -    | -    | -    | -    |      |
| Champ. monde    | bob à 2         | -    | -    | -    | -    | -    | 3e   | 9e   |      |
| Champ. monde    | bob mixte       | -    | -    | -    | -    | -    | -    | -    |      |
| Coupe du monde  | bob à 2         | -    | 11e  | -    | 14e  | 13e  | 6e   | 5e   | 7e   |